# Biviers
Biviers är en kommun i departementet Isère i regionen Auvergne-Rhône-Alpes i sydöstra Frankrike. Kommunen ligger i kantonen Saint-Ismier som tillhör arrondissementet Grenoble. År 2022 hade Biviers 2 327 invånare.

## Befolkningsutveckling
Antalet invånare i kommunen Biviers
Referens:INSEE